# Dolga Poljana
Dolga Poljana – wieś w Słowenii w gminie Ajdovščina. We wsi znajduje się most łączący ją ze wsią Dolenje.